# ترنجستان بروجرد
مجموعه فرهنگی تاریخی ترنجستان (به اختصار: ترنجستان) که در گذشته به نام تکیه باغ بیرجندی شهرت داشت، یک باغ و بنای تاریخی در شهر بروجرد در غرب ایران است. شهر بروجرد دارای باغهای فراوان در داخل و حاشیه شهر است که عمدتا در غرب شهر قرار دارند. تکیه باغ بیرجندی در سمت شرق شهر بروجرد قرار دارد. این منطقه در بیرون از قلعه شهر بروجرد قرار داشته و به نام دشتله شناخته می شده است.

## بازسازی
به همت سازمان میراث فرهنگی و نیز شهرداری بروجرد، تکیه باغ بیرجندی بازسازی شده و جاده دسترسی به آن از طریق کمربندی شرقی این شهر ایجاد شده است. همچنین تمهیداتی برای رونق بخشی به این مجموعه و ایجاد فعالیت های اقتصادی در آن صورت گرفته است. 